# Reformierte Kirche Guarda

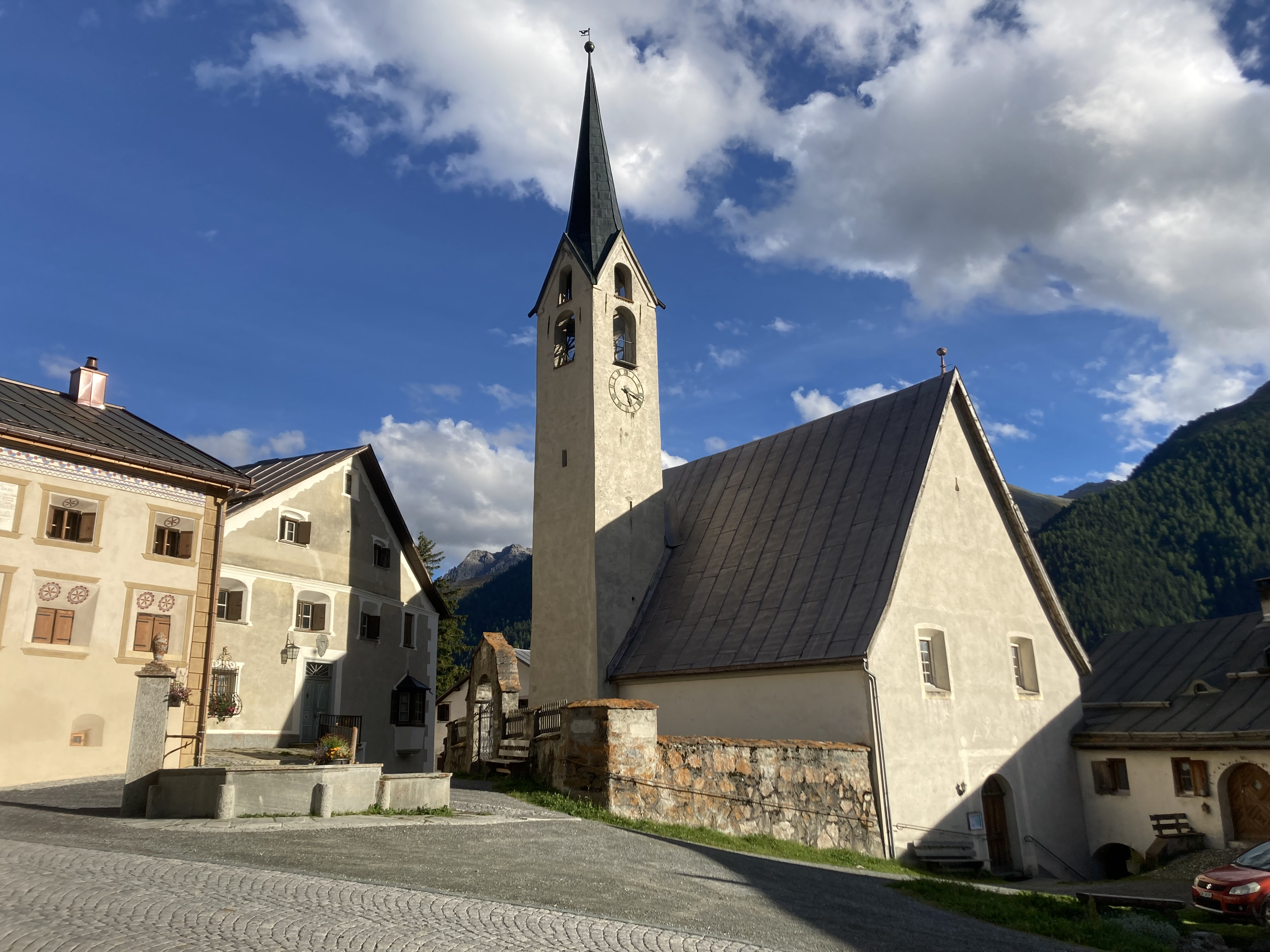
Aussenansicht

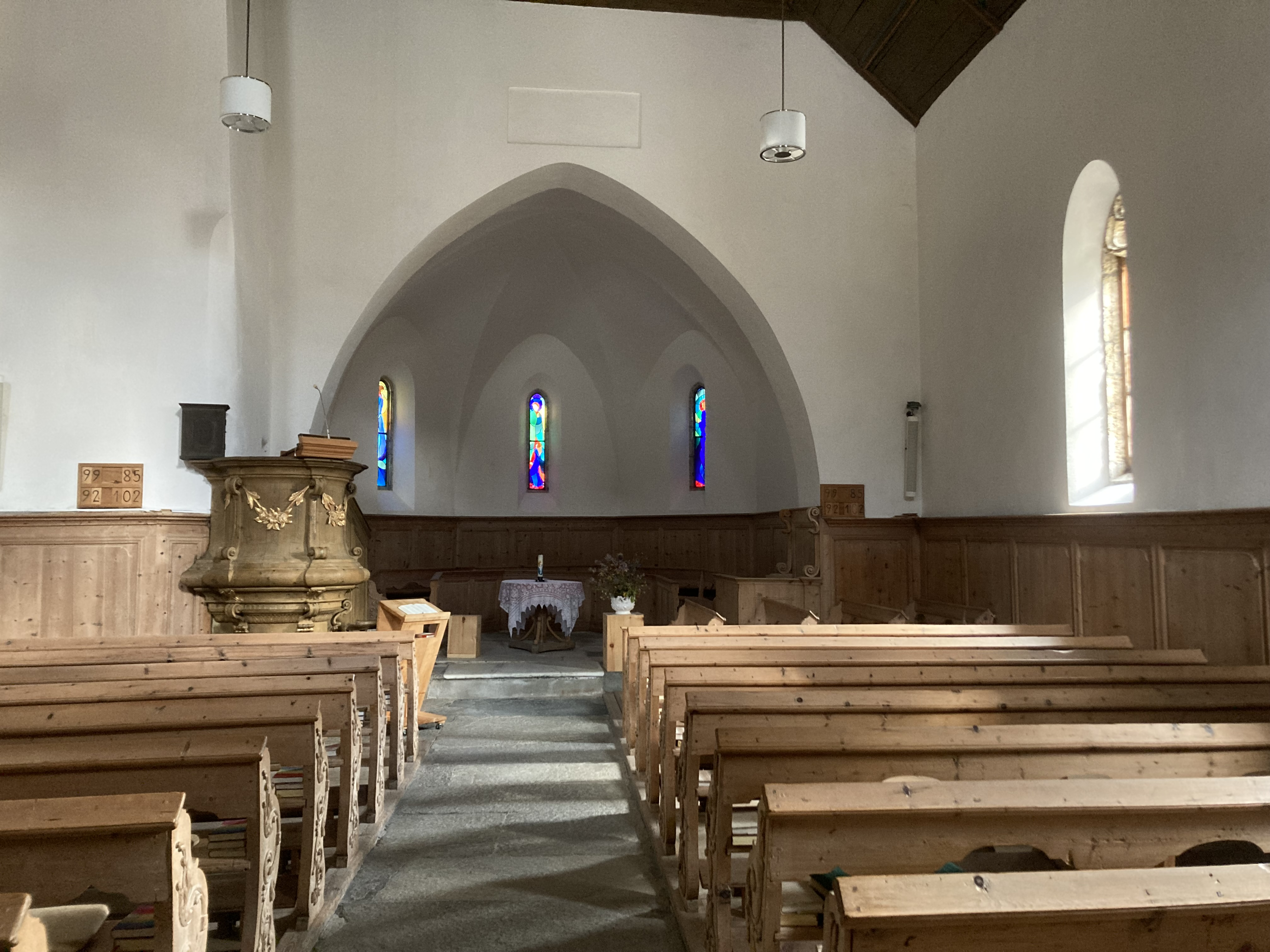
Innenansicht

Die reformierte Kirche in Guarda im Unterengadin im Kanton Graubünden ist ein denkmalgeschütztes evangelisch-reformiertes Gotteshaus.

## Geschichte und Ausstattung
Der Kirchbau stammt aus dem Jahr 1483. Noch in vorreformatorischer Zeit etwa ein Jahrzehnt später erfolgte die Vergrösserung des mit einem Kreuzgewölbe versehenen Chores, der leicht asymmetrisch vom Kirchenschiff abzweigt. An den Nordosten der Fassade schliesst der durch seinen spitzen Helm markante Kirchturm an. Das Kircheninnere zeichnet sich durch eine ausladende Empore, eine bauchförmige Kanzel ohne Schalldeckel, Fenster aus dem Jahr 1933 und eine Orgel aus dem Jahr 1970 aus.

## Kirchliche Organisation
Guarda, das unter Philipp Gallicius die Reformation annahm, pflegte über Jahrhunderte eine Pastorationsgemeinschaft mit Lavin bei einem gemeinsamen Pfarramt. Zu Beginn des 20. Jahrhunderts wurden Guarda und Lavin von Ardez und Zernez betreut. Seit 1. Januar 2016 ist Guarda Teil einer fusionierten Kirchgemeinde Ardez – Ftan – Guarda innerhalb der Evangelisch-reformierten Landeskirche Graubünden.

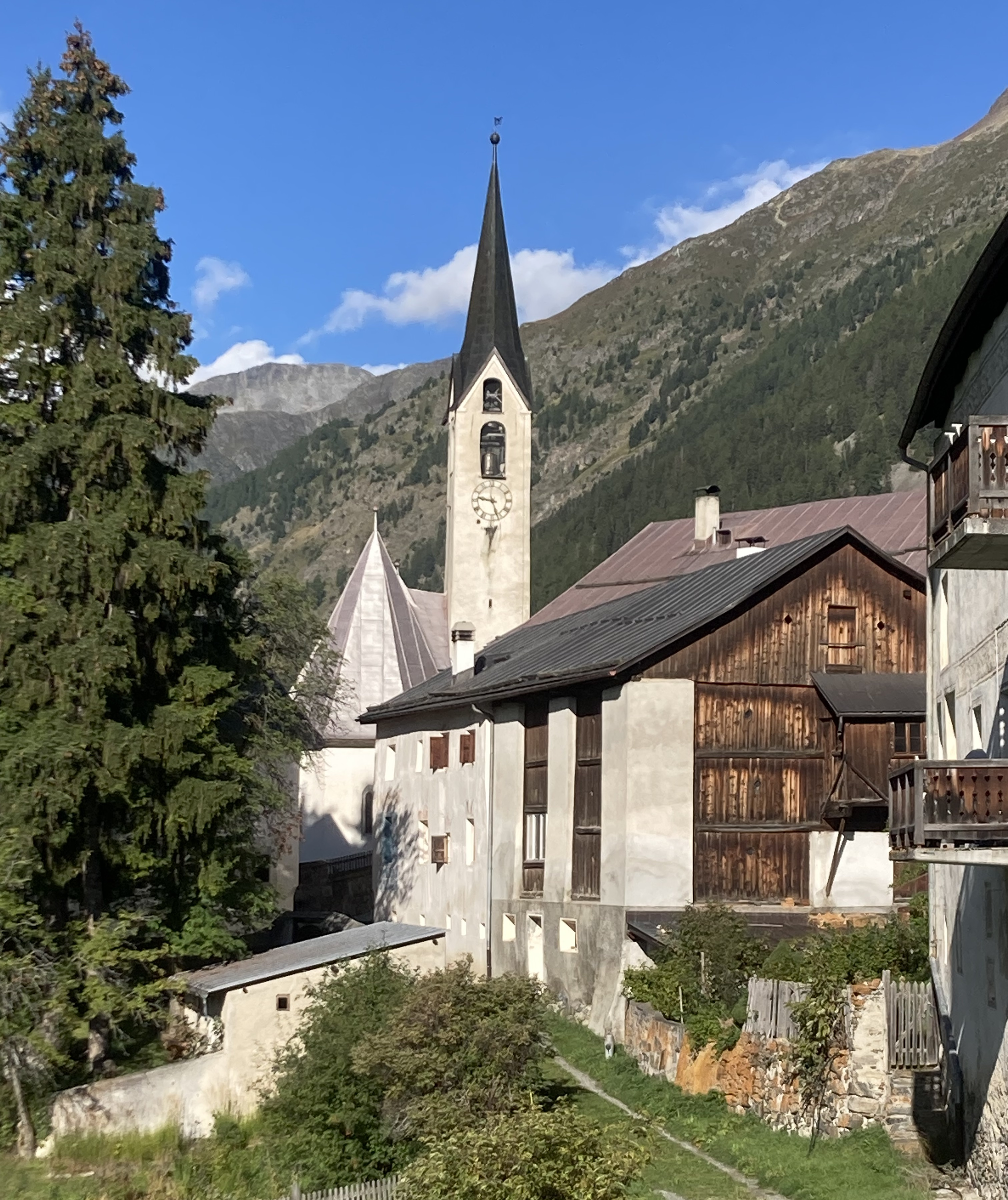
Kirche vom Südrand des Dorfes her gesehen
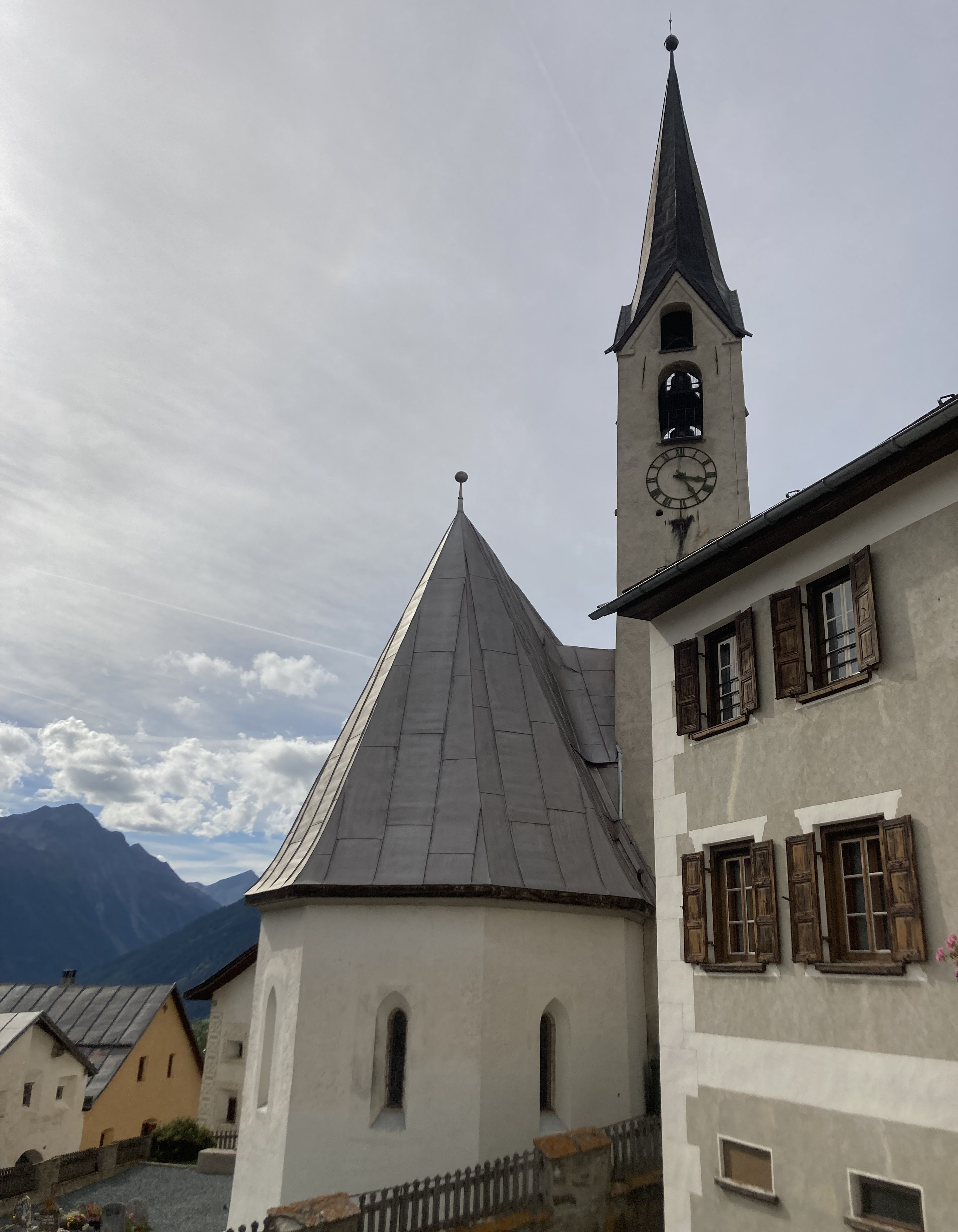
Kirchturm und Walmdach über dem Chor
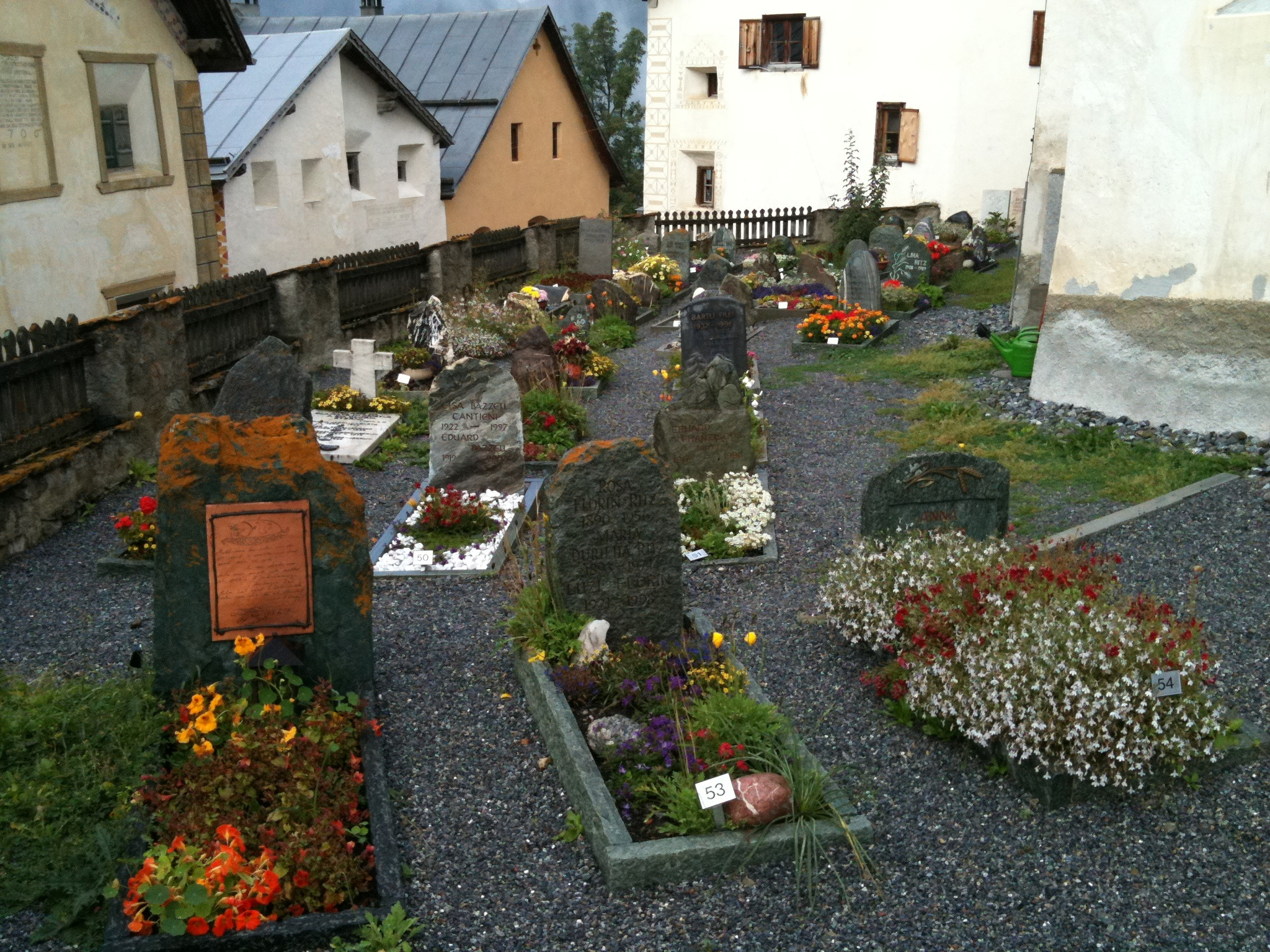
Kirchfriedhof
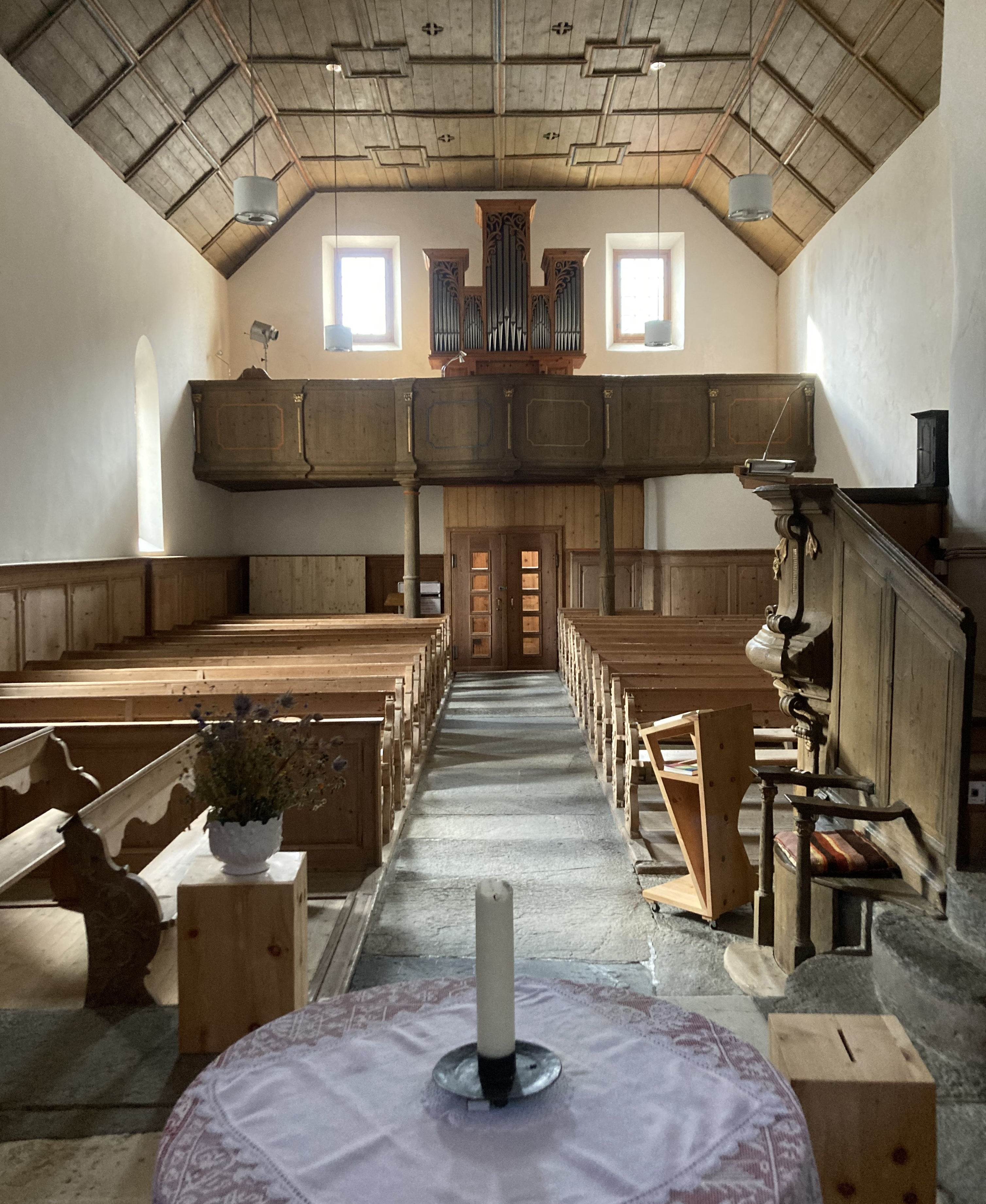
Innenansicht vom Chor aus gesehen
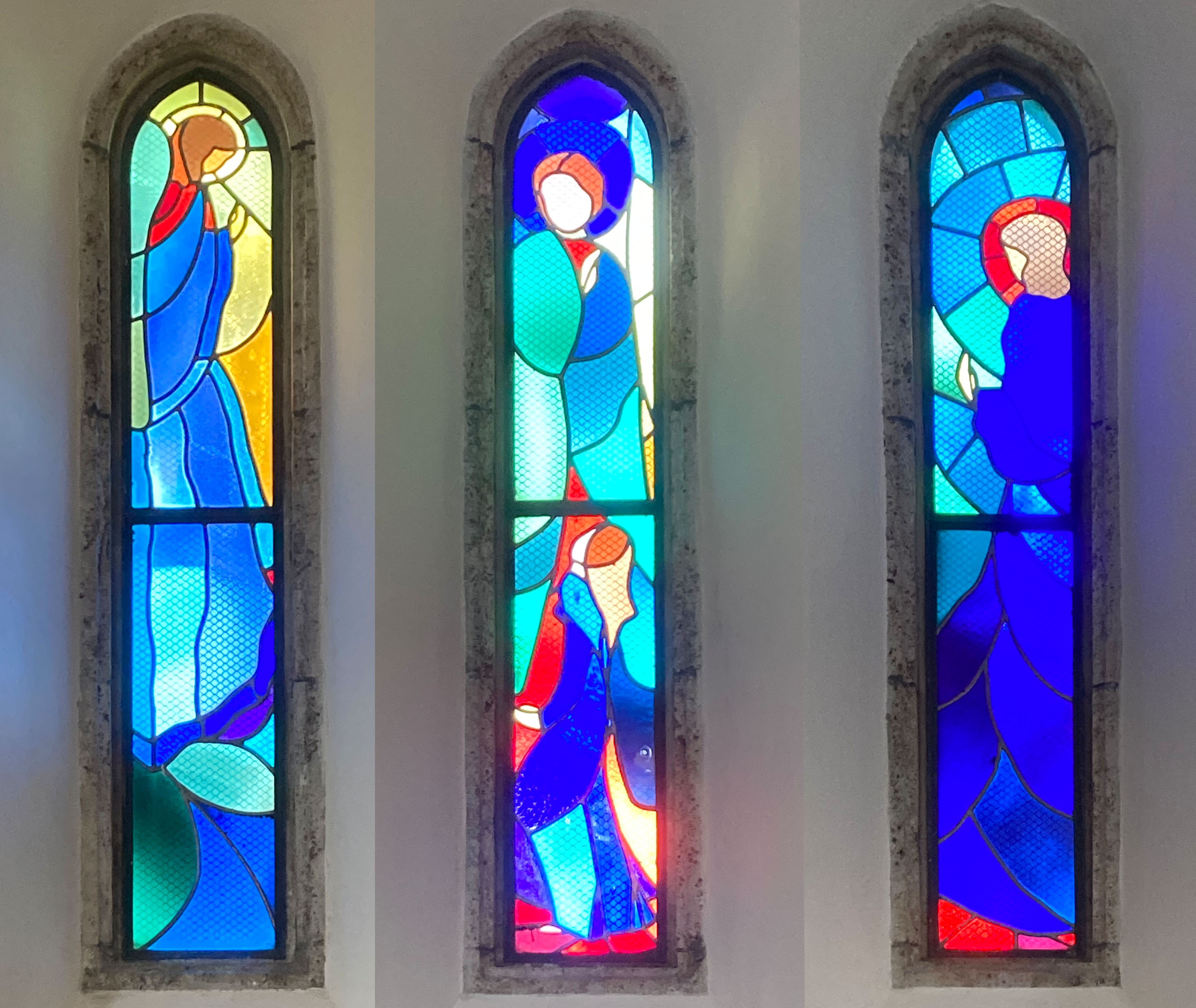
Chorfenster von 1933